# UTC+07:00

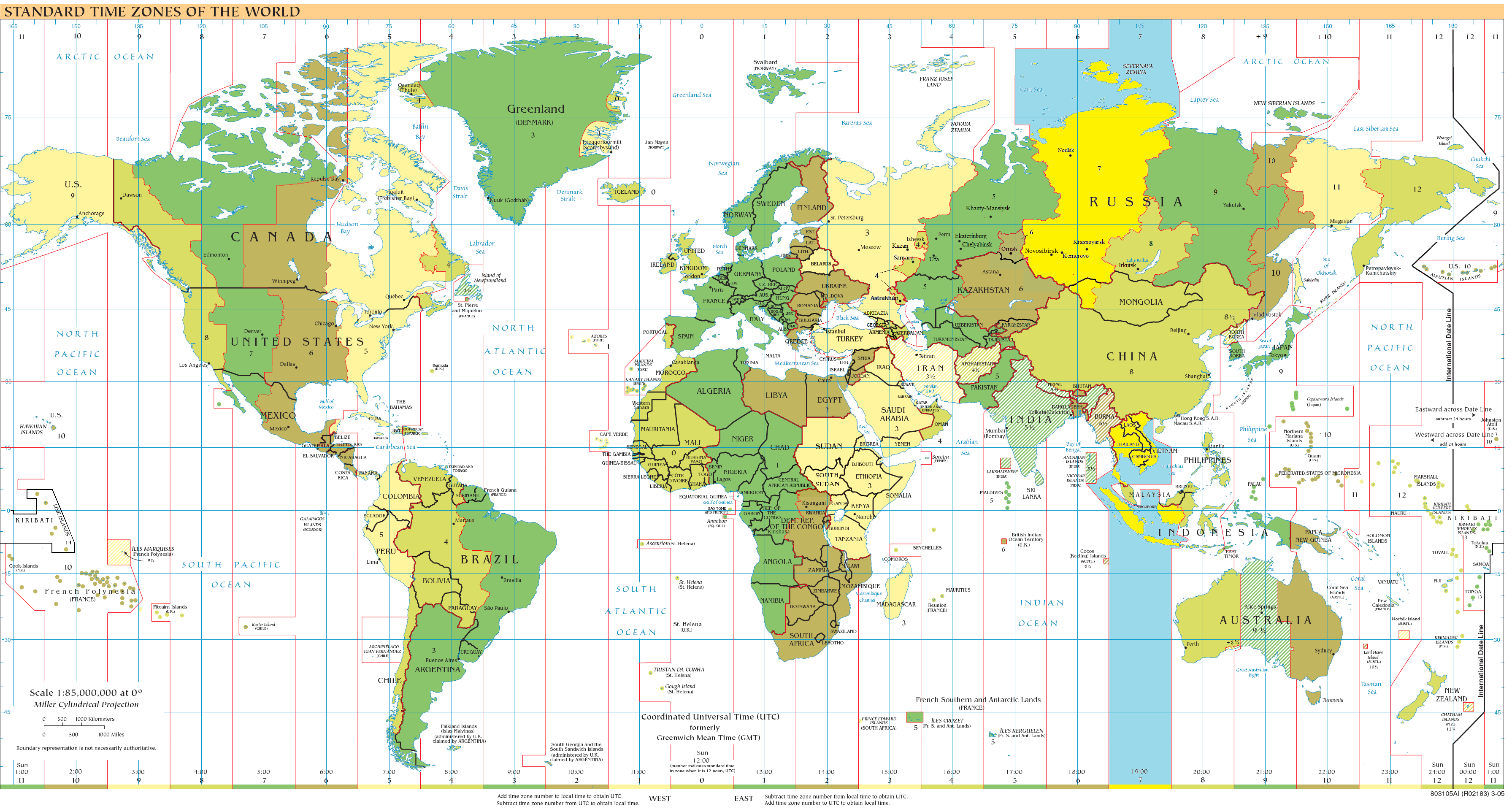
Az UTC+7 területei:

Az UTC+07:00 egy időeltolódás, amely hét órával van előrébb az egyezményes koordinált világidőtől (UTC).

## Alap időzónaként használó területek (egész évben)

### Észak-Ázsia
|  | Idő       | Zóna                       |
|  | --------- | -------------------------- |
|  | UTC+02:00 | MSK−1: kalinyingrádi idő   |
|  | UTC+03:00 | MSK: moszkvai idő          |
|  | UTC+04:00 | MSK+1: szamarai idő        |
|  | UTC+05:00 | MSK+2: jekatyerinburgi idő |
|  | UTC+06:00 | MSK+3: omszki idő          |
|  | UTC+07:00 | MSK+4: krasznojarszki idő  |
|  | UTC+08:00 | MSK+5: irkutszki idő       |
|  | UTC+09:00 | MSK+6: jakutszki idő       |
|  | UTC+10:00 | MSK+7: vlagyivosztoki idő  |
|  | UTC+11:00 | MSK+8: magadani idő        |
|  | UTC+12:00 | MSK+9: kamcsatkai idő      |

- Oroszország
  - Krasznojarszk és környéke

### Kelet-Ázsia
- Mongólia
  - Mongólia nyugati területei (benne Hovd településsel)

### Délkelet-Ázsia
- Vietnám
- Laosz
- Kambodzsa
- Thaiföld
- Indonézia
  - Közép-Kalimantan
  - Jáva
  - Szumátra
  - Kelet-Kalimantan
- Ausztrália
  -  Karácsony-sziget

### Antarktika
- egyes területek

## Különbségek a hivatalos és a fizikai UTC+7 területei között
Mivel az egyes időzónák területeinek meghatározásában a földrajzi mellett jogi, politikai, gazdasági szempontokat is figyelembe vesznek, azok nem mindig alkalmazkodnak pontosan a hosszúsági körökhöz. Földrajzilag az UTC+7 területei k. h. 97° 30' -tól k. h. 112° 30'-ig tartanak, mégis ezek között a meridiánok között vannak olyan területek, melyek más időzónát használnak. Emellett olyan területek is akadnak, amelyek földrajzi idő szerint az UTC+6-hoz tartoznának, mégis az UTC+7-et használják.

### Területek, amelyek az UTC+7 területein belül más időzónát használnak
Területek k. h. 97° 30' -tól k. h. 112° 30'-ig.

#### UTC+06:30-at használó területek
- Mianmar
  - az ország egy része

#### UTC+08:00-t használó területek
- Kína
  - sok terület az ország központi részén, benne:
    - Hajnan
    - Kuanghszi-Csuang Autonóm Terület
    - Jünnan
    - Kujcsou
    - Szecsuan
    - Csungking
    - Senhszi
    - Ninghszia-Huj Autonóm Terület
    - Kanszu
    - Hunan nyugati része
    - Hupej nyugati része
    - Sanhszi nyugati része
    - Belső-Mongólia Autonóm Terület nyugati része a terület fővárosával, Hohhottal
    - Kuangtung nyugati része
    - Honan nyugati része

- Oroszország
  - Irkutszki terület
  - Burjátföld

- Mongólia
  - az ország középső területeinek nagy része, benne a főváros, Ulánbátor
- Malajzia
  - félsziget
  - Sarawak keleti része Kelet-Malajziában, benne Kuching
- Szingapúr

### UTC+7-et használó területek annak földrajzi területén kívül

#### Területek ak. h. 67° 30'ésk. h. 97° 30'között (UTC+05:00ésUTC+06:00területe)
- Indonézia
  - legnyugatibb területek, benne Aceh tartomány fővárosával, Banda Acehhel

- Mongólia
  - nyugati területek

- Oroszország
  - a Krasznojarszki határterület nagy része
  - Tuva
  - Hakaszföld
  - Altaj köztársaság
  - Altaji határterület
  - Kemerovói terület
  - Novoszibirszki terület
  - Tomszki terület

#### Területek ak. h. 112° 30'ésk. h. 127° 30'között (UTC+08:00 területe)
- Indonézia
  - Jáva, benne Surabaya, Sidoarjo, Malang és Banyuvangi
  - Közép-Kalimantán régió (benne a régió fővárosa, Palangka Raya)
  - Kelet-Kalimantán régió keleti része

## Időzónák ebben az időeltolódásban
| Időzóna neve angolul    | Időzóna neve magyarul   | Időzóna rövidítése | Egyéb jelölés |
| ----------------------- | ----------------------- | ------------------ | ------------- |
| Krasnoyarsk Time        | Krasznojarszki idő      | KRAT               | MSK+4         |
| Indochina Time          | Indokínai idő           | ICT                |               |
| Western Indonesian Time | Indonéz nyugati idő     | WIT                |               |
| Christmas Island Time   | Karácsony-szigeteki idő | CXT                |               |
| Davis Time[a]           | Davis idő               | DAVT               |               |
| Hovd Time               | Hovdi téli idő          | HOVT               |               |
| Golf Time Zone[b]       | -                       | G                  |               |

## Fordítás
Ez a szócikk részben vagy egészben  az   UTC+07:00 című angol Wikipédia-szócikk ezen változatának fordításán alapul.  Az eredeti cikk szerkesztőit annak laptörténete sorolja fel. Ez a jelzés csupán a megfogalmazás eredetét és a szerzői jogokat jelzi, nem szolgál a cikkben szereplő információk forrásmegjelöléseként.